# ロックマンゼロ
『ロックマンゼロ』（ROCKMAN ZERO）は、2002年4月26日にカプコンから発売されたゲームボーイアドバンス専用のアクションゲームである。2014年10月22日からは、Wii Uのバーチャルコンソールでも配信されている。

## 概要
ロックマンゼロシリーズの第一作目で、ロックマンシリーズ15周年記念作品。ロックマンXシリーズのゼロを主人公に置きつつも、従来のシリーズとは一線を画すキャラクターデザインや世界観、「正義」と「悪」が曖昧なストーリーとなっている。
アクション部分は基本的にXシリーズのものを継承しているが、繋がりを持ち徒歩で移動可能なマップ、サイバーエルフという新たな強化システム、レベルアップする複数の武器と3種類のエレメントチップを使用する戦闘スタイル、ステージ序盤や中盤に発生する変則的なボス戦、捕らえられた仲間の救出や爆弾の解除といった特殊な目的が存在するただボスを倒すだけではないステージもあり、様々な試みがなされている。

## ゲームの流れ
プレイヤーはあるエリアで行うミッションをこなしていくことを目的とする。ミッションはエスケープユニット（ミッションをリタイヤできるアイテム）が使えないイベント上のものと、エスケープユニットが使えるものに分けられる。
基本的なミッションの流れは以下のとおり。
1. シエルが依頼するミッションを受ける。
2. ミッションを行うエリアに行く。
3. エスケープユニットを使うかミッションをクリアする。
4. リザルト画面に移りミッション終了となる。

### リタイヤできるミッション
ゆそう列車を破壊しろ
エリア - 地下鉄跡
ボス - パンテオン・コア
地下鉄跡の出入り口にて退避している輸送列車に乗り込み、次の駅に到着するまでの3分間の間に列車を止めていく。
この後、「工場をうばえ」と「コルボー・チームをさがせ」が遂行可能となる。
行方不明機をさがせ
エリア - 砂漠化地帯
ボス - アヌビステップ・ネクロマンセスIII世
砂漠の奥まで行ってボスを倒す。その後、レジスタンスのメンバーを道中にいる敵から守りながらもレジスタンスベースまでつれてゆく。
この後、「ひみつ基地をさがせ」が遂行可能となる。
ロストデータを回収せよ
エリア - 忘却の研究所
ボス - マハ・ガネシャリフ
ゼロが眠っていた忘却の研究所まで行き、奥にあるロストデータを回収した後、崩れてゆく天井を防護シャッターを破壊しつつも避けてゆく。
工場をうばえ
エリア - 辺境の廃工場
ボス - ガード・オロティック
ネオ・アルカディアの所有する工場を奪い、生活のためのエネルギーを確保する。
その後、「工場を守れ」が遂行可能になる。
ひみつ基地をさがせ
エリア - 秘密基地
ボス - ブリザック・スタグロフ
砂漠の秘密基地に捕らわれているレジスタンスのメンバーを救いに行く。
その後、「ハッキングをそしせよ」が遂行可能になる。
コルボー・チームをさがせ
エリア - 地下鉄跡
ボス - 賢将ハルピュイア
無茶な進攻作戦を開始したコルボーを救いに行く。
敵地上部隊をけいかいせよ
エリア - 砂漠
ボス - 闘将ファーブニル
レジスタンスベースに向けて進攻する大軍をネオ・アルカディアの大群との戦闘を行う。
このミッションでは右にスクロールできないのでただひたすら左に進んでゆくしかない。
ハッキングをそしせよ
エリア - 秘密基地
ボス - 妖将レヴィアタン
ひみつ基地にあるメインコンピュータを破壊する。
工場を守れ
エリア - 辺境の廃工場
ボス - 隠将ファントム
工場に仕掛けられた時限爆弾を3分以内にすべて回収する。
なお、このミッションでは開始直後にボスと戦い、その後主要活動を行うという異例の形式がとられている。
巨大メカニロイド侵入そし
エリア - 地上都市
ボス - ヒッタイド・ホッタイド
左に進んでゆくボスをレジスタンスベースにたどり着くまでに撃破する。

## ストーリー
かつてΣウイルスが発端となり、やがて世界規模の戦渦へと拡大していったイレギュラー戦争。永遠に続くかに思えたイレギュラー戦争は、青き英雄・ロックマンXの活躍により終結。人々は理想郷「ネオ・アルカディア」を築き、平和を取り戻していたかにみえた。しかしそれは、レプリロイドのイレギュラー化を恐れる政府が無実のレプリロイドまでも大量に処分して得た偽りの平和だった。
元科学者のシエルはイレギュラーの汚名を着せられたレプリロイド達とレジスタンスを結成し、細々と暮らしていたが、遂に彼女達にも政府の魔の手が迫る。追い詰められたシエル達は、はるか昔に封印されたと言われるもう一人の英雄・ゼロの眠っている遺跡を目指した。

## 登場キャラクター
一部のキャラクターの詳細に関しては、ロックマンゼロシリーズ参照。

### メインキャラクター
ゼロ（Zero）
声 - 風間勇刀
本作の主人公。忘却の研究所に封印されていたが、シエルの手によって目覚めさせられ、弾圧されるレプリロイド達の為に戦う。過去の記憶を失っており、性格はXシリーズよりも冷静になっている。
シエル（Ciel）
声 - 田中理恵
ネオ・アルカディアで科学者をしていた人間の少女。弾圧されるレプリロイド達を救うべく、ゼロを目覚めさせた。
コピーエックス（Copy X）
声 - 風間勇刀
本作の最終ボス。シエルに作られたネオ・アルカディアの指導者。
謎のサイバーエルフ（Unknown X）
ゼロの前に現れた正体不明のエルフ。終盤でその正体が判明する。

### サブキャラクター

#### レジスタンス
ミラン（Milan）
声 - 高木渉（CDドラマ）
ゼロを探すシエルたちのためにネオ・アルカディアに抵抗したレプリロイド。結果的に弾幕を浴びて死亡する。
パッシィ（Passy）
シエルのサイバーエルフ。ゼロのプロテクトプログラムを解除して使命を終えた。
セルヴォ（Cerveau）
レジスタンスの技術者。トリプルロッドやシールドブーメランの復元、エスケープユニットの開発など、ゼロを陰からサポートする。
アルエット（Alouette）
レプリロイドの女の子。シエルに作ってもらった人形を常に抱いている。シエルにとっては妹のような存在。
コルボー（Colbor）
レジスタンスの1人。シエルいわく「気持ちが走りすぎて失敗することも多い」。
アンドリュー（Andrew）
レジスタンスに同行する老人型レプリロイド。話をすることが好き。
ダンド（Dande）
昔工場で働いていた頃は「ONB6」と呼ばれていた。ダンドという名称はシエルが命名したもの。
イブー（Hibou）
太っていて燃費が悪いレプリロイド。エネルゲンクリスタルが何よりも好物。

#### 四天王
斜体は異名。
翠緑の斬撃 賢将ハルピュイア（Harpuia）
声 - 緒方恵美
四天王の1人で、「烈空軍団」を率いる。輸送列車を利用してサイバーエルフの強奪作戦を企てる。空を自在に飛行し、「ソニックブレード」と風を武器に戦う。
紅蓮の豪腕 闘将ファーブニル（Fafnir）
声 - 中井和哉
四天王の1人で、「塵炎軍団」を率いる。砂漠にて地上部隊である大量のメカニロイドを率いてレジスタンスベースの強襲を企てる。マルチプルランチャー「ソドム&ゴモラ」による圧倒的な火力が特徴。
蒼海の海神 妖将レヴィアタン（Leviathan）
声 - 今井由香
四天王の1人で、「冥海軍団」を率いる。砂漠の地下にある秘密基地にあるコンピュータを利用して、レジスタンスベースへのハッキング作戦を企てる。水中を素早く泳ぎまわり、「フロストジャベリン」と氷による攻撃を繰り出す。
漆黒の幻影 隠将ファントム（Phantom）
声 - 稲田徹
四天王の1人で、「斬影軍団」を率いる。エネルゲンクリスタルの工場に時限爆弾を仕掛けて兵糧攻めを企てる。「闇十文字」を駆使した攻撃、分身の術や姿を闇に隠して攻撃する「朧舞月無」など、トリッキーな技でゼロを惑わす。

### ボスキャラクター

#### ミュートスレプリロイド
斜体は異名。アステファルコンとハヌマシーン以外はボスラッシュで再戦することになる。
稲光る極鳥 アステ・ファルコン（Azte Falcon）
隼型。烈空軍団所属。ハルピュイアに仕え、イレギュラー処理を行っている。飛行形態に変形可能で、ハルピュイア専属の飛行ユニットとして続編に登場している。出現時期の早さに比べて強い上、戦闘に制限時間が設定されるため、初心者にとっては最初にして最大の壁とも言われている。雷のエレメントチップを持つ。次作『ロックマンゼロ2』では別の個体がハルピュイアと共に登場し、『ロックマンゼクス』では背景に登場。
剛球大魔神 マハ・ガネシャリフ（Maha Ganeshariff）
象（ガネーシャ）型。冥海軍団所属、自己防衛と移動を行えるデータサーバーとしての情報分析担当。「まろ」「おじゃる」等の平安時代の貴族のような喋り方が特徴。ロストデータを蒐集するためゼロの封印されていた地へ赴く。頭部以外ダメージを与えられず攻撃に属性らしきものは無いが、自身が炎属性のため雷属性に弱い。
冥界の聖掃王 アヌビステップ・ネクロマンセス三世（Anubistep Necromances III）
ジャッカル（アヌビス）型、塵炎軍団所属。ナノマシンでレプリロイドと自身の回復を行い、機能停止したレプリロイドのパーツを操作する。特に属性攻撃らしいものはないが、炎属性が弱点。
絶対零度鹿王 ブリザック・スタグロフ（Blizzack Stagroff）
ヘラジカ型。レヴィアタンに仕え、レジスタンスを秘密基地に幽閉する。捕獲したレジスタンスを尋問と称し、破壊する事に喜びを感じる冷酷な性格。小さい湖程度なら水底まで凍らせられる程の冷気を操る。氷のエレメントチップを持つ。
知恵の超猿 ハヌマシーン（Hanumachine）
サル（ハヌマーン）型。斬影軍団所属で、ファントムに仕える（自称No.2）。レヴィアタンの命令でロストデータ奪取のためレジスタンスベースを強襲、エネルゲン水晶の貯蔵庫を制圧。ゼロを「破壊神」と呼ぶ数少ない存在でもある。
ライトニングビートル ヘラクリウス・アンカトゥス（Heracleous Ankatos）
烈空軍団所属で、ハルピュイアとエックスに仕える。ネオ・アルカディアの神殿の守護を司る。剛直な性格で、彼の辞書に「退く」という文字はない。『ロックマンゼロ2』のボスラッシュ時にも登場し、弟のクワガストと同時に攻撃を仕掛けてくる。モデルはヘラクレスだが、3本の角である種はコーカサスオオカブト等である。

#### 大型メカニロイド
斜体は異名。
最新鋭量産番兵Ａ型 ゴーレム（Golem）
量産型メカニロイド。オープニングステージのボスで、頭部以外にはバスターが効かないがZセイバーに対しては非常に弱い。この仕様は後に登場する多彩な派生機（属性によるもの）によって修正されている。
頭脳特急 パンテオン・コア（Pantheon Core）
サイバーエルフを積んだ特急列車に搭載されている人工頭脳。パンテオン（エックスを機械的に劣化コピーした量産型のレプリロイド・ソルジャー、汎用性に富む）の頭部が模されている。侵入者に対し極めて高度な演算処理による精密な攻撃を仕掛けてくるが、逆を言えば正確さ故の脆さを持ち合わせている。
不死身の守護大蛇 ガード・オロティック（Guard Orotic）
大型メカニロイド（八岐大蛇型）。8つのアーム部から3属性（+1種）の攻撃を放つ。アーム部はアタッチメント式になっており、破壊されても即座に修復可能となっている。元は災害用のレスキューメカニロイド。炎のエレメントチップを持つ。
超怒級自走弾頭 ヒッタイド・ホッタイド（Hittide Hottide）
大型メカニロイド。レジスタンスベースを破壊するためだけに送り込まれ、前面のドリルは高い破壊力を持つ。その他にパラシュート爆弾、大型地雷、多数の飛行メカを装備。パンテオンが中に乗り込むこともできる。元は地底鉱物採取用の大型掘除メカニロイド。
虚空の橋の悪夢 レインボーデビル（Rainbow Devil）
斬影軍団所属。コア以外が液体金属で出来ている。そのため、体の形を変幻自在に変えることが可能。開発経緯には不明な点が多く、ロストテクノロジーによるものではないかとも言われている。
初期段階では、変身能力でシエルに化けて登場する予定で、名前は「ニセシエル」だった。

#### その他のボス
アスラ・バスラ（Azra Bazra）
ネオ・アルカディアの神殿を守護する中ボス。4本の腕を持ち、3本の剣を巧みに使いこなして攻撃を仕掛けてくる。

## 武器
武器にはそれぞれスキルというものが設定されていて、使いこなすことでそのスキルは上がっていき、新たな能力が付与されたり性能が上がったりする。主要な武器に関しては、主要武器参照。
ゼットセイバー（Z-Saber）
バスターショット（Buster Shot）
トリプルロッド（Triple Rod）
レジスタンスのセルヴォによって、昔のゼロのデータから復元された武器。ゼットセイバーの弱点である遠方への攻撃不可を解消するために刀身を自在に圧縮形状化させるようにした。
槍状の武器で、7方向攻撃（空中では8方向）・3段階まで柄を伸ばすことができる。下に敵がいる状態で下に攻撃するとホッピングする。
チャージで弁慶のごとく振り回せるが、防御性能は一切無い。
シールドブーメラン（Shield Boomerang）
トリプルロッドの後に1回ミッションを行なうと入手できる。
敵のエネルギー弾を跳ね返す他、ハードモードではZセイバーの隙を無くした連打にも使われる。唯一の属性攻撃。

## サイバーエルフ
エリアのあらゆる場所にばら撒かれていて、トランスサーバーにてダウンロードすることができる。ダウンロードすることによってゼロの能力が補強されるなど、ステージ攻略の手助けとなってくれる。個性豊かでそれぞれ名前がついているが、一度使うと消えて死んでしまい、リザルトにも影響を及ぼす。アニマル系、ナース系、ハッカー系の3種に大別される。

## エリア
秘密基地を除くエリアには全てトランスサーバーというものが設置されていてそれを利用して他のエリアへ移動する。ただし一度も使ったことのないトランスサーバーへはワープできない。
忘却の研究所
近接エリア - なし
ボス - ゴーレム、マハ・ガネシャリフ
シエルたちがネオ・アルカディアに迫害されながらもゼロを発見した場所。
シエルは、目覚めたばかりのゼロに付き添いなんとか脱出に成功する。
また、ゼロのロストデータが眠っていた場所であることも判明。ロストデータを回収した後は天井が崩れ防護シャッターが下りてくる。その後はゼロが眠っていた場所までは天井が崩れたために行くことはできなくなるが、もうひとつのサイバーエルフが眠っている新たな場所が開ける。
レジスタンスベース
近接エリア - 砂漠化地帯、地上都市、地下鉄跡
ボス - ハヌマシーン
シエルやレジスタンスの者たちが住処としている地下基地。
トランスサーバーやエネルゲン水晶（Eクリスタル）の倉庫がある。
地上都市
近接エリア - レジスタンスベース
ボス - アステファルコン
レプリロイド廃棄場までの道のりでもある。
一定時期に、ヒッタイト・ホッタイドという巨大メカニロイドがレジスタンスベースをめがけて突進してくる。
地下鉄跡
近接エリア - レジスタンスベース、辺境の廃工場
ボス - パンテオン・コア、ハルピュイア
線路が至るところで切断されている地下道。
サイバーエルフを運搬した輸送列車が出入り口のところで待避している。
輸送列車は地下を抜けて地上を走るが、走った後は地上のいたるところで線路が切断されていたという。その原因は謎に包まれている。
辺境の廃工場
近接エリア - 地下鉄跡
ボス - ガード・オロティック、ファントム
今はもうネオ・アルカディアのメカニロイドの住処となってしまった廃工場。
エネルゲン水晶を大量製造できる機能があるという。
ゼロ達が略奪に成功した後、隠将ファントムが工場に爆弾を仕掛けてエネルゲン水晶の供給を止めようとする。
砂漠化地帯
近接エリア - レジスタンスベース、秘密基地
ボス - アヌビステップ・ネクロマンセス三世、ファーブニル
レジスタンスの乗った飛行機の墜落現場である。
崩れかけた建物や乗り物などのガラクタが散らばっている。
闘将ファーブニル率いる大軍がここからベースに向かって進撃してくる。
秘密基地
近接エリア - 砂漠化地帯
ボス - ブリザック・スタグロフ、レヴィアタン
砂漠の流砂の源の真下に存在する。
秘密基地内はレジスタンスが牢屋に閉じ込められている。
周辺は最初は氷に覆われているが、ブリザック・スタグロフが倒されたことによって解けて一面湖のようになる。
その際、ひとりでに動いている潜水艦が侵入者に向かってミサイルを発射する。
妖将レヴィアタンがレジスタンスベースへのハッキングを企てる。
ネオ・アルカディアの神殿
近接エリア - ネオ・アルカディアの塔
ボス - ヘラクリウス・アンカトゥス
その名のとおり、ネオ・アルカディアのレプリロイドの住処となっている神殿。
ネオ・アルカディアの塔
近接エリア - ネオ・アルカディアの神殿、ネオ・アルカディアの本部
ボス - レインボーデビル
神殿と本部を結ぶ通路。
巨大エレベーター、複雑軌道のリフト、放電ブロックなどが連絡を取っている。
ネオ・アルカディアの本部
近接エリア - ネオ・アルカディアの塔
ボス - コピーエックス
道中にはミュートスレプリロイドや四天王の部屋への扉が存在し、奥にはネオ・アルカディアの主であるエックスが待避している。

## ボスキャラクターの修正
本作に登場するボスキャラクターは後に登場するシリーズにてさまざまな改良が加えられている。
賢将ハルピュイア（ロックマンゼロ2）
特定のパターンにはめて倒す戦術が使用できなくなっている。EX技の変更。
闘将ファーブニル（ロックマンゼロ2）
一部硬直モーションの消滅。EX技の変更。
妖将レヴィアタン（ロックマンゼロ2）
打撃攻撃の追加。EX技の変更。
レインボーデビル → レインボーデビルMk-II（ロックマンゼロ2）
攻撃の動向が若干変更され、回避しづらくなっている。今作でのEX技が通常技となり、新たなEX技の追加。
アヌビステップ・ネクロマンセスIII世 → アヌビステップ・ネクロマンセスV世（ロックマンゼロ3）
地形を変更する攻撃の追加。押しつぶす攻撃の仕様変更。弱点変更。
ハヌマシーン → ハヌマシーンR（ロックマンゼロ3）
続編では周囲にブロックが存在し、突進攻撃でのブロック崩しを使用してくる。EX技の変更。
ブリザック・スタグロフ → ブリザック・スタグロフR（ロックマンゼロ3）
通常攻撃とEX技の強化。
コピーエックス → コピーエックスMk-II（ロックマンゼロ3）
挙動が多少変更。今作でのEX技が通常技となり、新たなEX技の追加。第2形態にはならない。
隠将ファントム（ロックマンゼロ3）
分身技は本物に攻撃を当てても反撃するようになった。さらには攻撃パターンや攻撃範囲が増している。

## リマスタートラック ロックマンゼロ
作中で使用されていたBGMのアレンジや、さらにはリマスタードラマであるシエルズメモリーが収録されたCD。追加録音されたドラマにはゲームと同じ声優が扱われている。

## 備考
- 当初は本物のエックスが最終ボスとなる予定で企画が進められていた。しかし、現行シリーズの主人公を敵として倒してしまうのは不適当という理由から、発売直前に急遽エックスのコピーという設定に変更された[12]。
- 説明書には武器はバスターショットとゼットセイバーしか解説されていない。
- 1997年発売の『ロックマンDASH 鋼の冒険心』には、『ロックマンDASH』の世界で「ゼロが主人公の人気アニメ「ロックマンZERO」が放送されている」という設定があり、ゼットセイバーの玩具がアイテムとして存在している。